# Convenção de Haia sobre Rapto de Crianças
A Convenção sobre os Aspectos Civis do Sequestro Internacional de Crianças, também conhecida como Convenção da Haia de 1980, é um tratado multilateral que visa proteger crianças dos efeitos prejudiciais do sequestro internacional e da retenção ilícita além das fronteiras nacionais. Este importante instrumento jurídico internacional estabelece procedimentos para garantir o retorno imediato de crianças removidas ou retidas ilegalmente em qualquer Estado Contratante.

## Histórico
A Convenção foi concluída em 25 de outubro de 1980 na Haia, Países Baixos, durante a 14ª Sessão da Conferência da Haia de Direito Internacional Privado. O tratado entrou em vigor internacionalmente em 1º de dezembro de 1983. A necessidade de sua criação surgiu do aumento significativo de casos de sequestro internacional de crianças, especialmente após a globalização e a maior facilidade de deslocamento entre países.

## Conteúdo

### Objetivos principais
O tratado possui dois objetivos fundamentais: assegurar o retorno imediato de crianças ilicitamente transferidas para qualquer Estado Contratante ou nele retidas indevidamente; e fazer respeitar de maneira efetiva os direitos de guarda e de visita existentes em um Estado Contratante nos outros Estados Contratantes.

### Princípios fundamentais
A Convenção baseia-se no princípio do "melhor interesse da criança", reconhecendo que o bem-estar da criança está intrinsecamente ligado à manutenção de suas relações familiares e ambiente cultural. O tratado presume que, salvo em circunstâncias excepcionais, o deslocamento ou retenção ilícita de uma criança é prejudicial ao seu bem-estar.

### Mecanismos de implementação
Cada Estado Contratante deve designar uma Autoridade Central responsável pelo cumprimento das obrigações impostas pela Convenção. Estas autoridades cooperam entre si para garantir o retorno imediato das crianças e realizar os demais objetivos da Convenção. O processo de retorno deve ser iniciado dentro do prazo de um ano a partir da data da transferência ou retenção ilícita.

### Exceções ao retorno
A Convenção prevê algumas situações em que o retorno da criança pode ser negado:
1. Quando houver grave risco de que o retorno exponha a criança a perigos físicos ou psíquicos;
2. Quando a criança já estiver integrada ao novo meio após mais de um ano do sequestro;
3. Quando o retorno violar os princípios fundamentais do Estado requerido em matéria de proteção dos direitos humanos e das liberdades fundamentais.

## Aplicação prática
O processo de retorno é administrativo-judicial, envolvendo as Autoridades Centrais dos países envolvidos e, frequentemente, os tribunais locais. A Convenção estabelece que os procedimentos devem ser céleres, com decisão sobre o retorno da criança em até seis semanas após o início do processo.

## Impacto e efetividade
A Convenção tem se mostrado um instrumento eficaz na resolução de casos de sequestro internacional de crianças, embora enfrente desafios em sua implementação. A interpretação consistente de seus termos pelos tribunais nacionais e a cooperação internacional são fundamentais para sua efetividade.

## Desenvolvimentos recentes
Nos últimos anos, tem havido um esforço crescente para melhorar a aplicação da Convenção através de guias de boas práticas, treinamento judicial e o desenvolvimento de redes de juízes especializados. A tecnologia também tem facilitado a comunicação entre autoridades centrais e o rastreamento de casos.

## Considerações finais
A Convenção da Haia sobre os Aspectos Civis do Sequestro Internacional de Crianças representa um marco significativo no direito internacional privado e na proteção dos direitos das crianças. Sua continuada relevância e eficácia dependem da cooperação internacional e do compromisso dos Estados Contratantes em implementar seus princípios e mecanismos de forma efetiva.